# Eremocharis cinerascens
Eremocharis cinerascens is een rechtvleugelig insect uit de familie Pamphagidae. De wetenschappelijke naam van deze soort is voor het eerst geldig gepubliceerd in 1905 door Jacobson.